# Can Pruna
Can Pruna és una obra popular del municipi de Tordera (Maresme), que data de l'any 1607. inclosa en l'Inventari del Patrimoni Arquitectònic de Catalunya. La masia ha sofert diverses reformes, dues de les quals consten inscrites a les finestres de la façana, 1816 i 1838. La transformació de masia a restaurant fou cap a l'any 1963.

## Descripció
Es tracta d'una masia formada per un cos central i dos cossos laterals a la que se li va afegir un cos lateral en forma de "L", respectant l'estil de l'edifici. L'edifici consta de planta baixa i dos pisos. Té un bonic portal de llinda recta i un pati central que distribueix els cossos de l'edifici. A l'interior cal destacar la volta que presenta el sostre de l'entrada, on els rajols són col·locats ens forma d'espiga, poc corrent en aquesta zona segons els experts; això denota que fou una casa de rellevant importància a la zona.

## Història
La denominació "Pruna" prové del cognom dels rebesavis de l'actual família propietària. La casa ha passat per cinc generacions de "Vallmañas" que varen perdre el cognom de "Pruna" a l'heretar la finca una pubilla. No es conserva documentació oficial sobre la construcció de la masia, però sí es conserven contractes matrimonials, testaments, documents de reformes etc.